# Modulação em banda lateral única
Banda Lateral Única é um modo de emissão em rádio
obtido a partir da supressão da portadora e de uma das bandas.
Quando um sinal de áudio é aplicado a uma portadora
obtém-se como produto a soma da frequência aplicada
e da portadora e obtém-se a diferença entre as duas.
Dessa forma são geradas as duas bandas laterais
inferior e superior.
As bandas laterais são as que transportam a informação.
Esta informação pode ser música, voz ou qualquer outro
sinal aplicado na entrada de modulação do transmissor.
Ao chegar no receptor é realizado o processo inverso
para recuperar a informação original.
Na transmissão em banda lateral única, a freqüência 
principal e uma das bandas são eliminadas, com o uso
de filtros adequados, restando apenas a outra banda.
Este processo é feito antes da etapa final de potência
do transmissor (veja também modulador balanceado).
A vantagem da transmissão em banda lateral única é
referente à potência em relação ao alcance.
Compare-se o rendimento de um transmissor com
Modulação em amplitude-AM de 100 Watts com um 
transmissor de Banda Lateral Única de mesma potência.
Em um transmissor AM 50% (50W) é aplicada a portadora.
A portadora não carrega nenhuma informação até o 
receptor. Cada uma das duas bandas laterais leva 25%
da potência, ou seja, a outra metade.
Em um transmissor de Banda Lateral Única, todos os 100W
da etapa final de potência são aplicados na única banda.
Assim, pode-se dizer que um transmissor de Banda
Lateral Única possui cerca de quatro vezes a eficiência
de um transmissor de Amplitude Modulada de mesma potência.